# Murlas
Murlas (en francès Murles) és un municipi occità del Llenguadoc, situat al departament de l'Erau i a la regió d'Occitània.